# Hatfield (Hertfordshire)
Pour les articles homonymes, voir Hatfield.
Ne doit pas être confondu avec Hatfield (Herefordshire).
Hatfield (ancien nom : Bishop's Hatfield) est une ville du Hertfordshire, en Angleterre du Sud-Est. Elle est particulièrement connue pour être la terre d'accueil de Hatfield Palace, la résidence royale des Tudor ; Hatfield House, la maison séculaire de la famille Cecil ; le lieu de naissance du premier jet commercial, le De Havilland Comet et le lieu d'une catastrophe ferroviaire meurtrière en l'an 2000.

## Géographie
Hatfield se trouve à 28 km au nord-ouest du centre de Londres.

## Université
L'université située à Hatfield est nommée l'Université du Hertfordshire (University of Hertfordshire). Il s'agit d'une université nationale, nommée en tant que tel depuis 1992.

## Galerie d'images

### Hatfield Palace

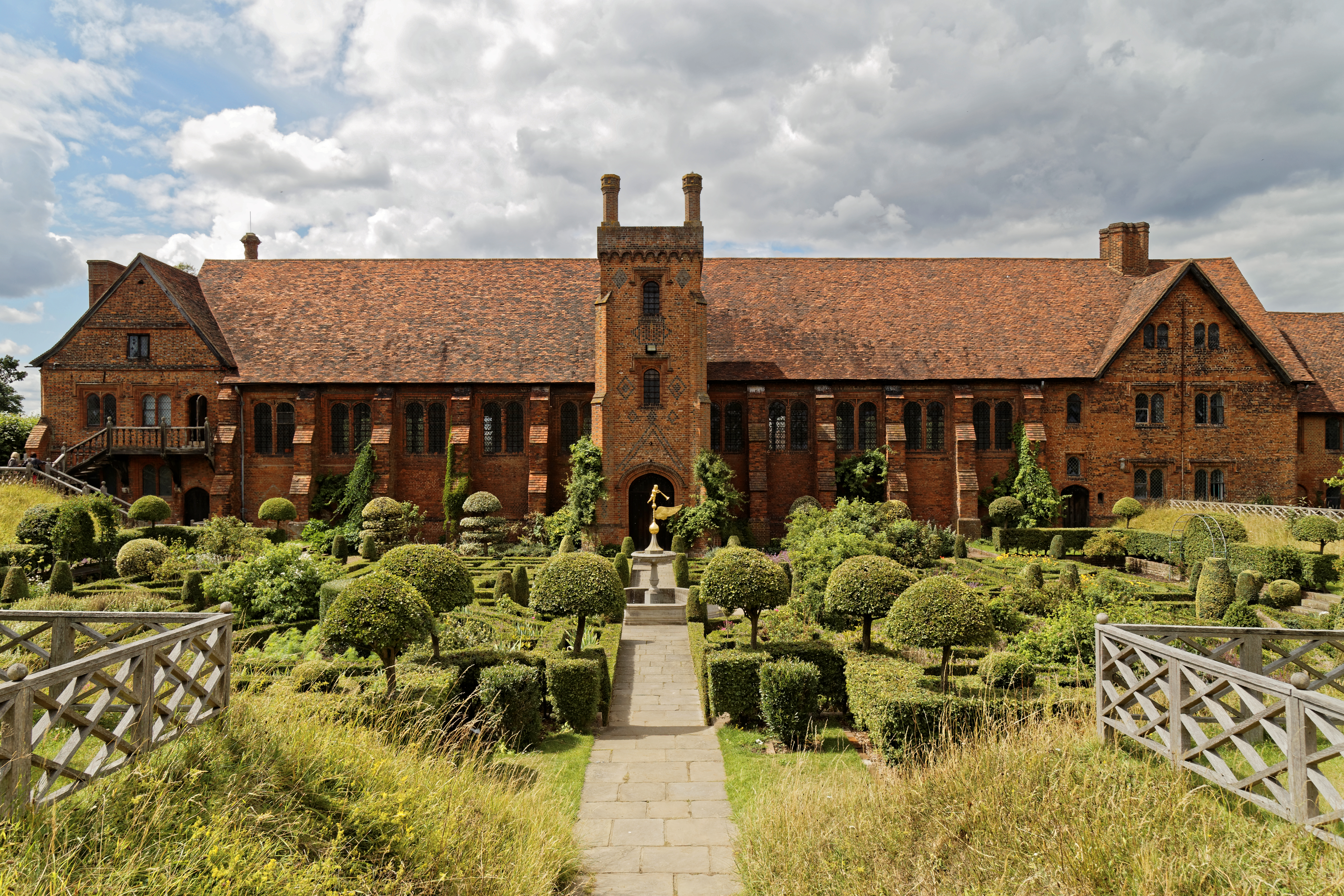
Hatfield Palace
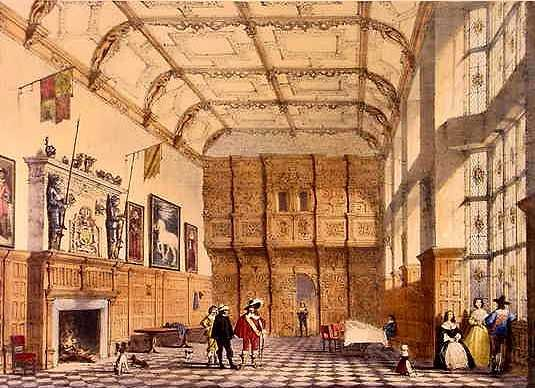
"The Banqueting Hall" de Hatfield Palace

### Hatfield House

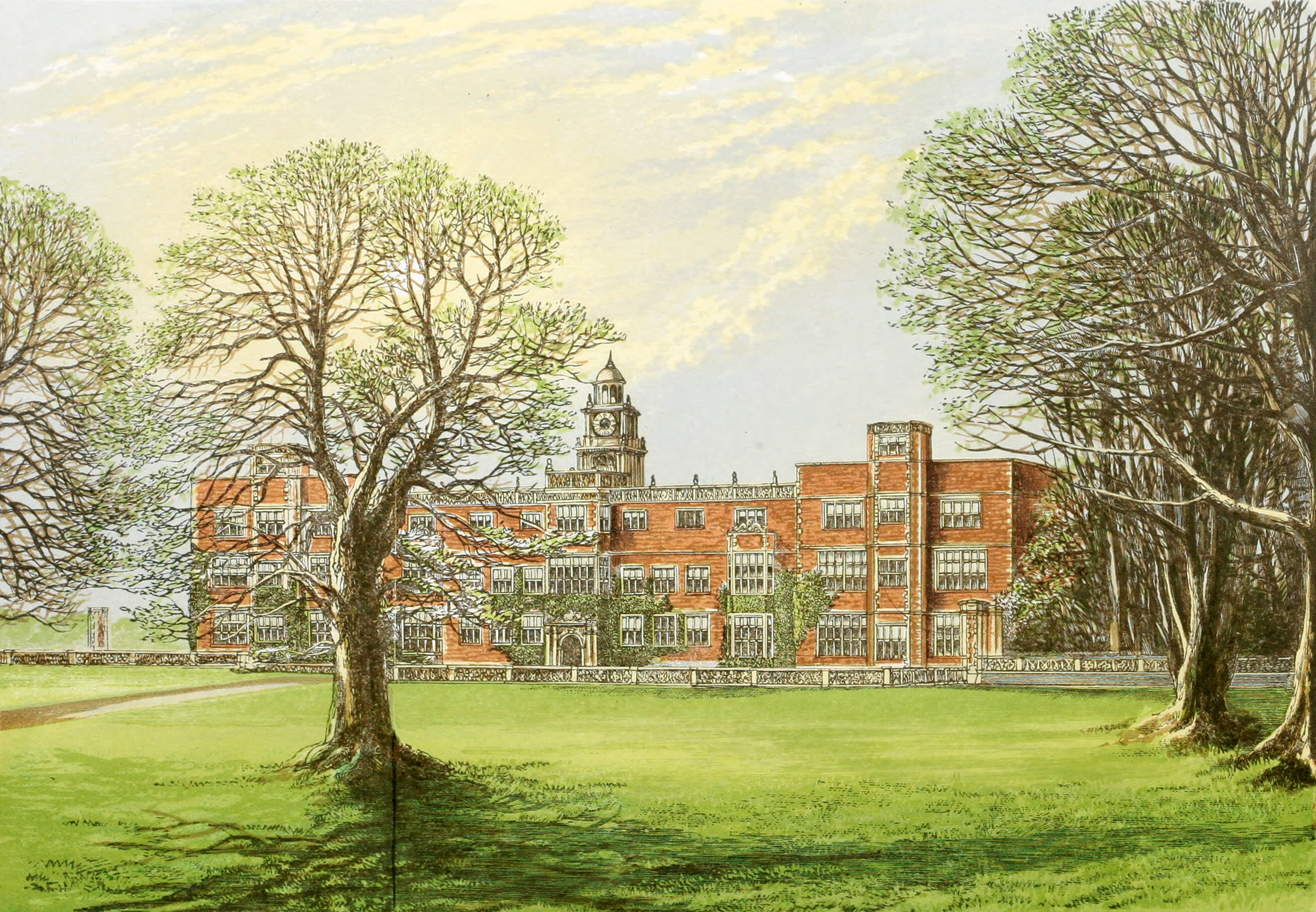
La façade nord de Hatfield House en 1880

### Université de Hatfield

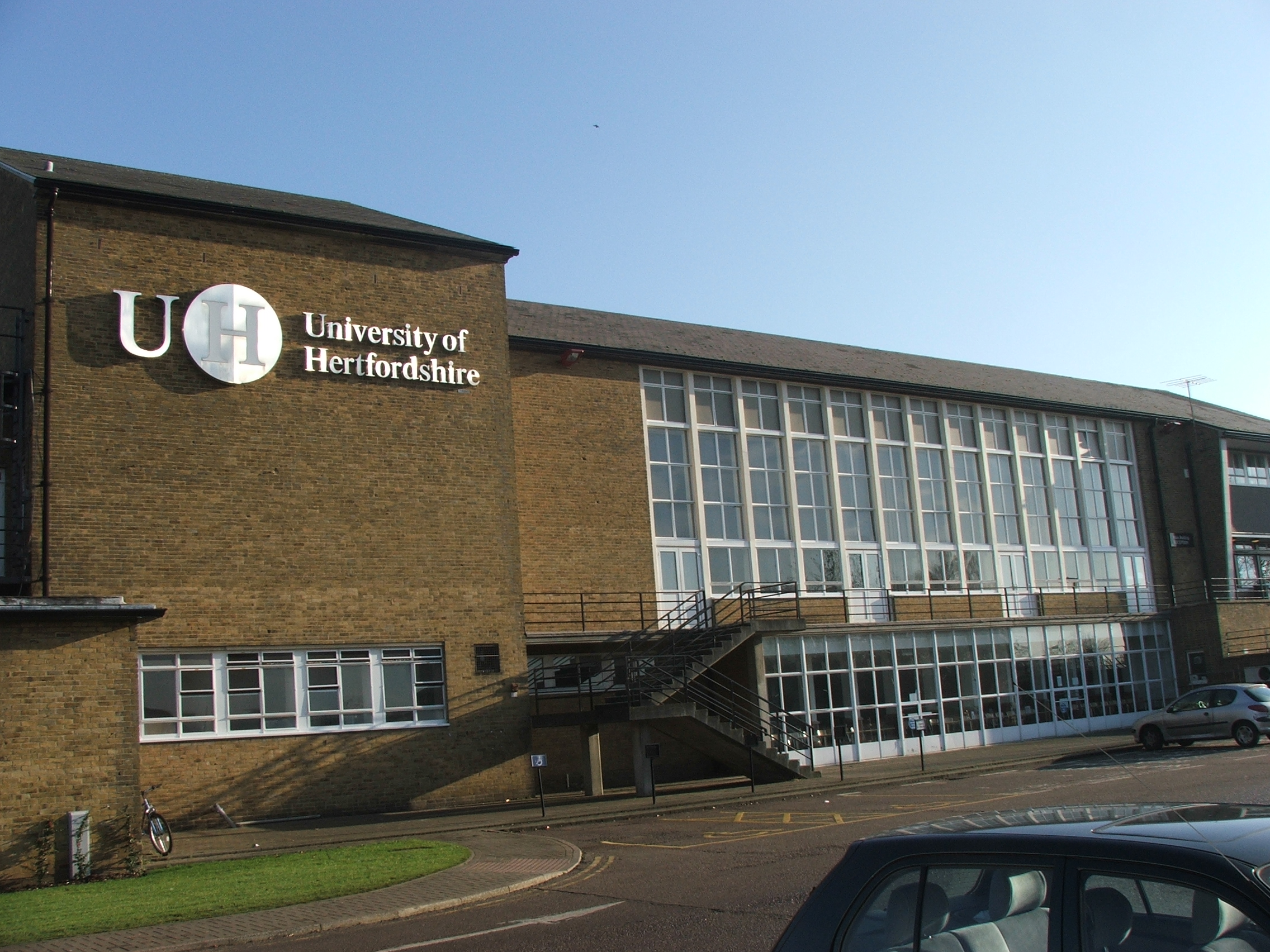
Bâtiment principal de l'Université de Hertfordshire
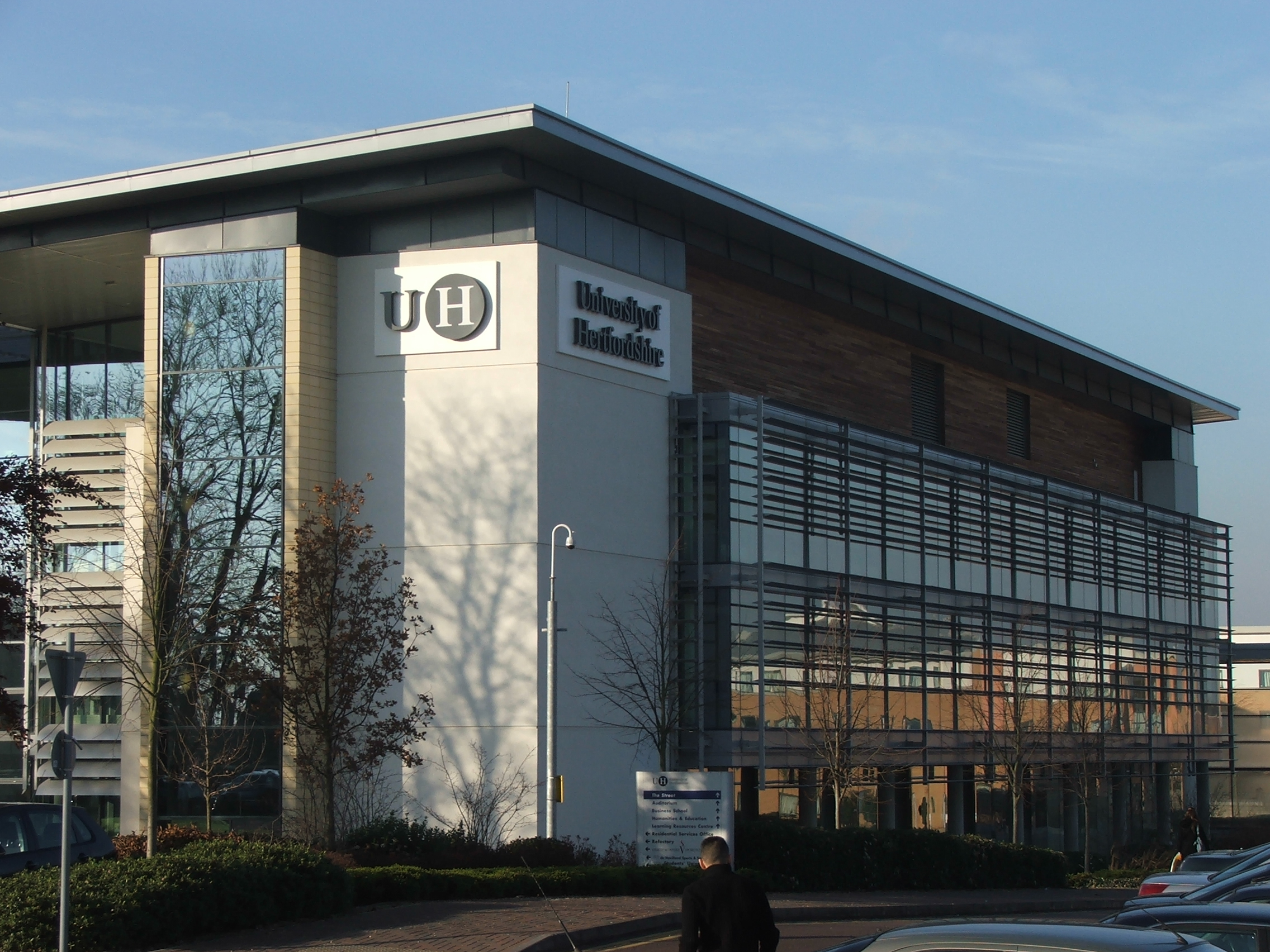
Médiathèque du campus De Havilland

### Divers

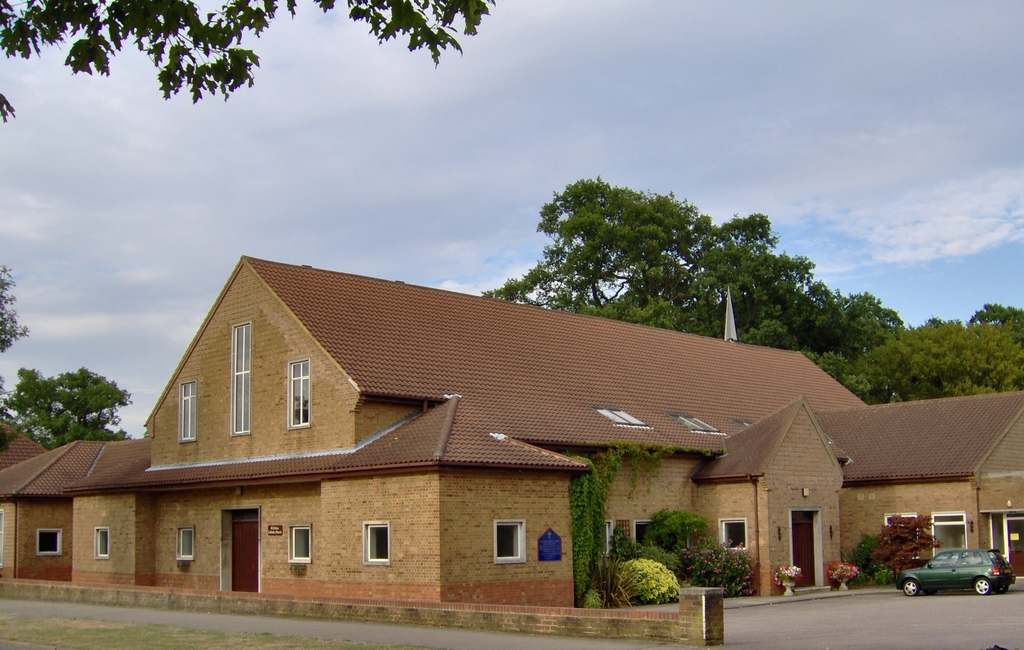
Église St Peter
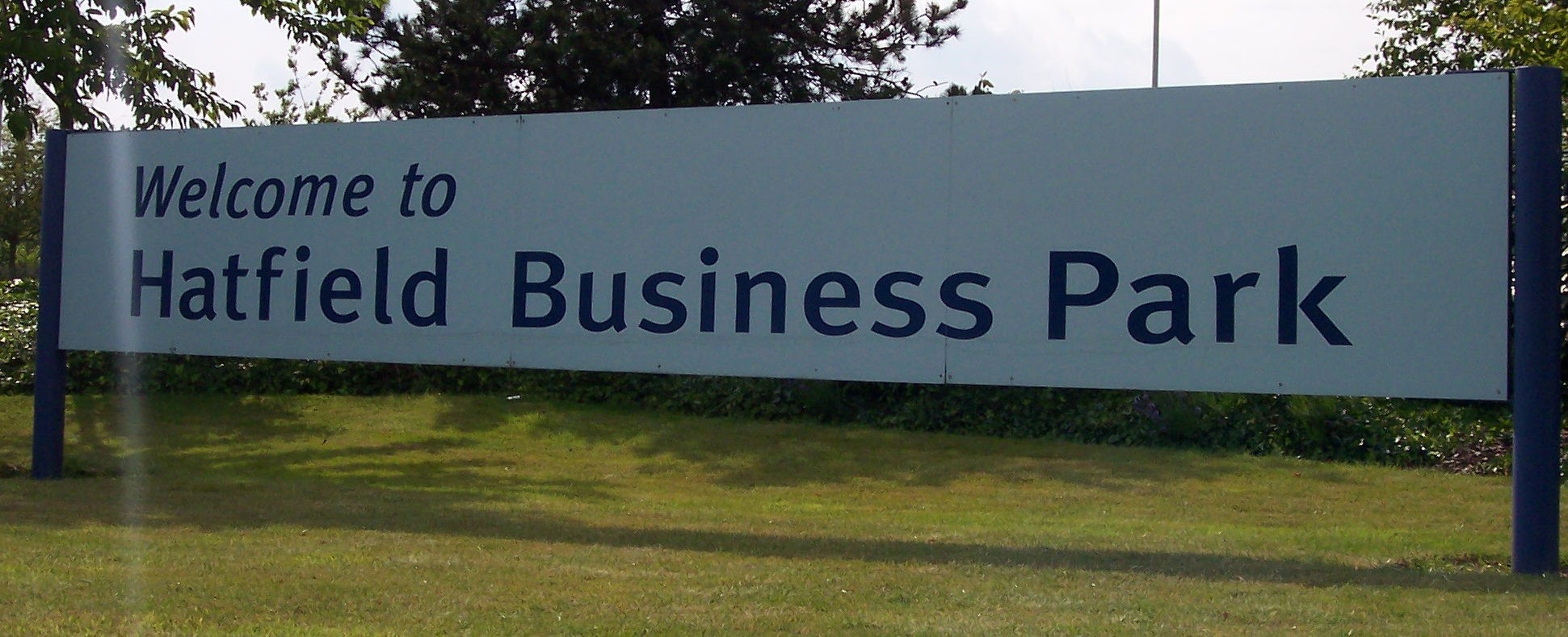
L'entrée du Hatfield Business Park
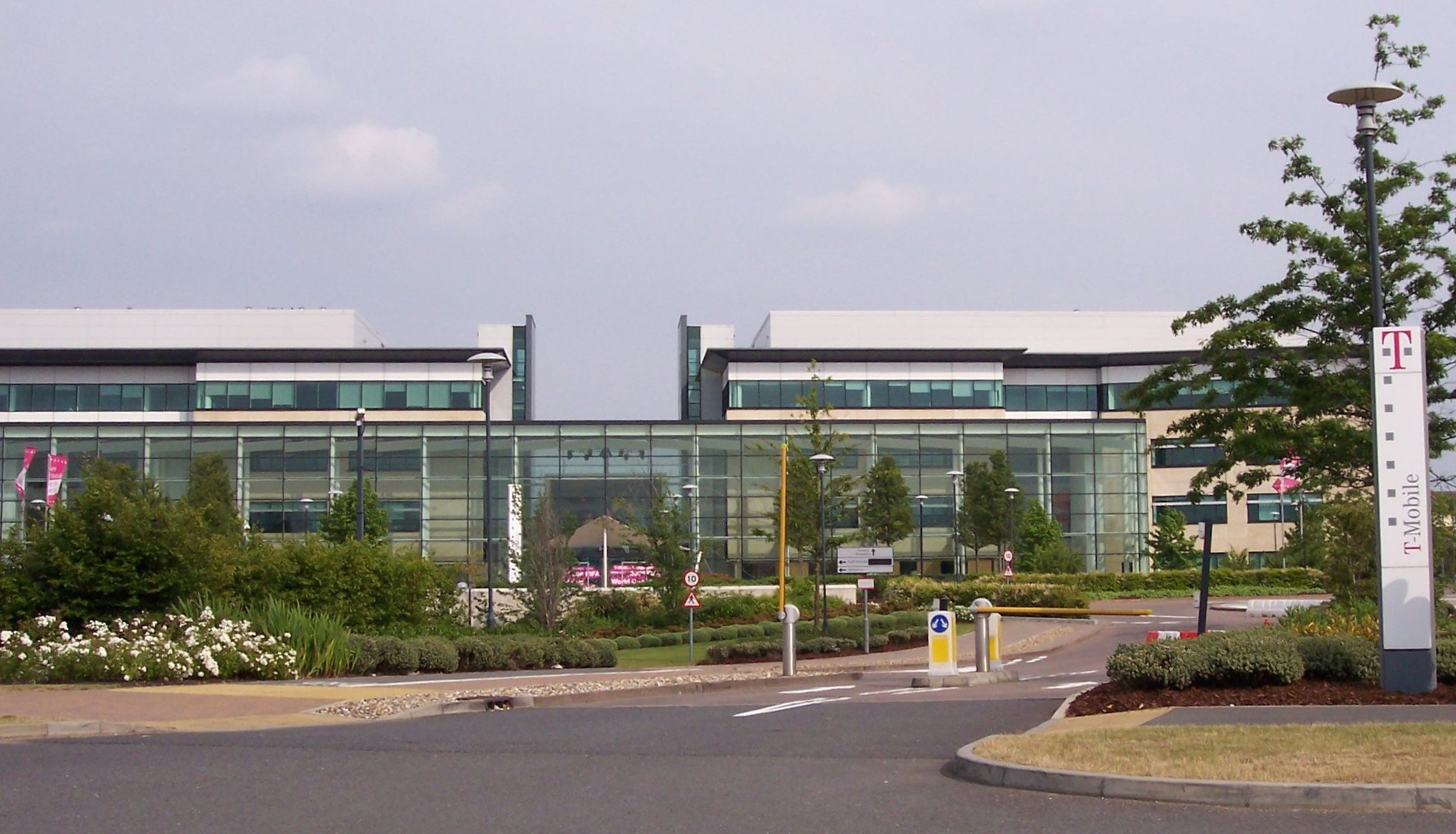
Le siège social de T-Mobile en Grande-Bretagne
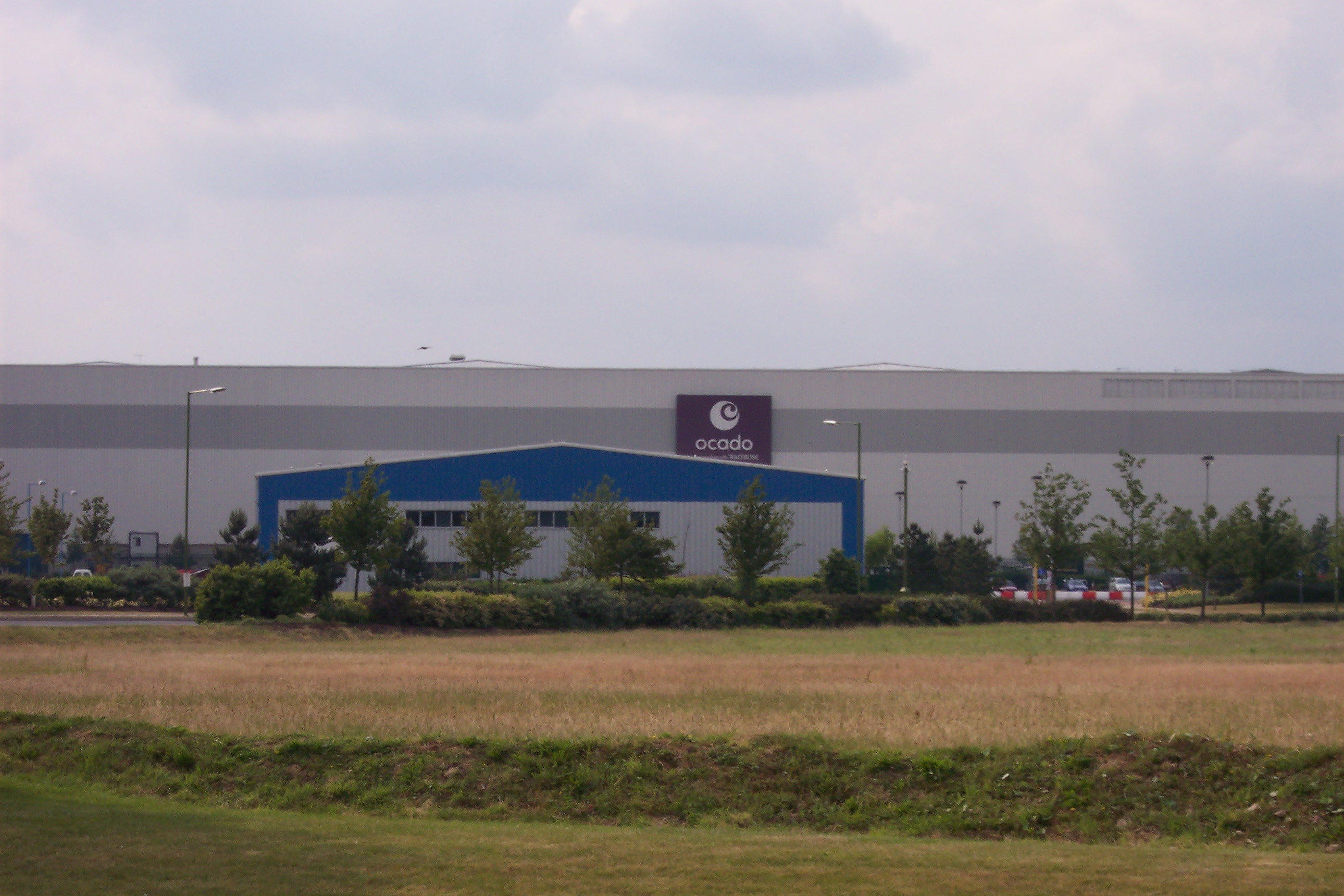
La plateforme logistique Ocado
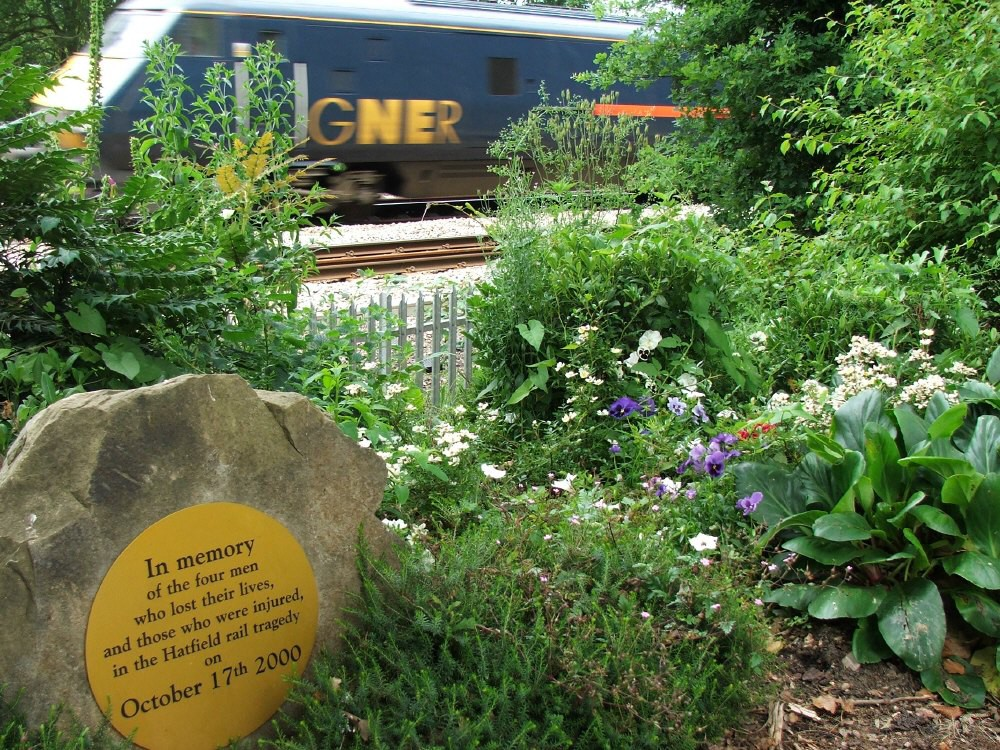
mémorial de l'accident ferroviaire de Hatfield
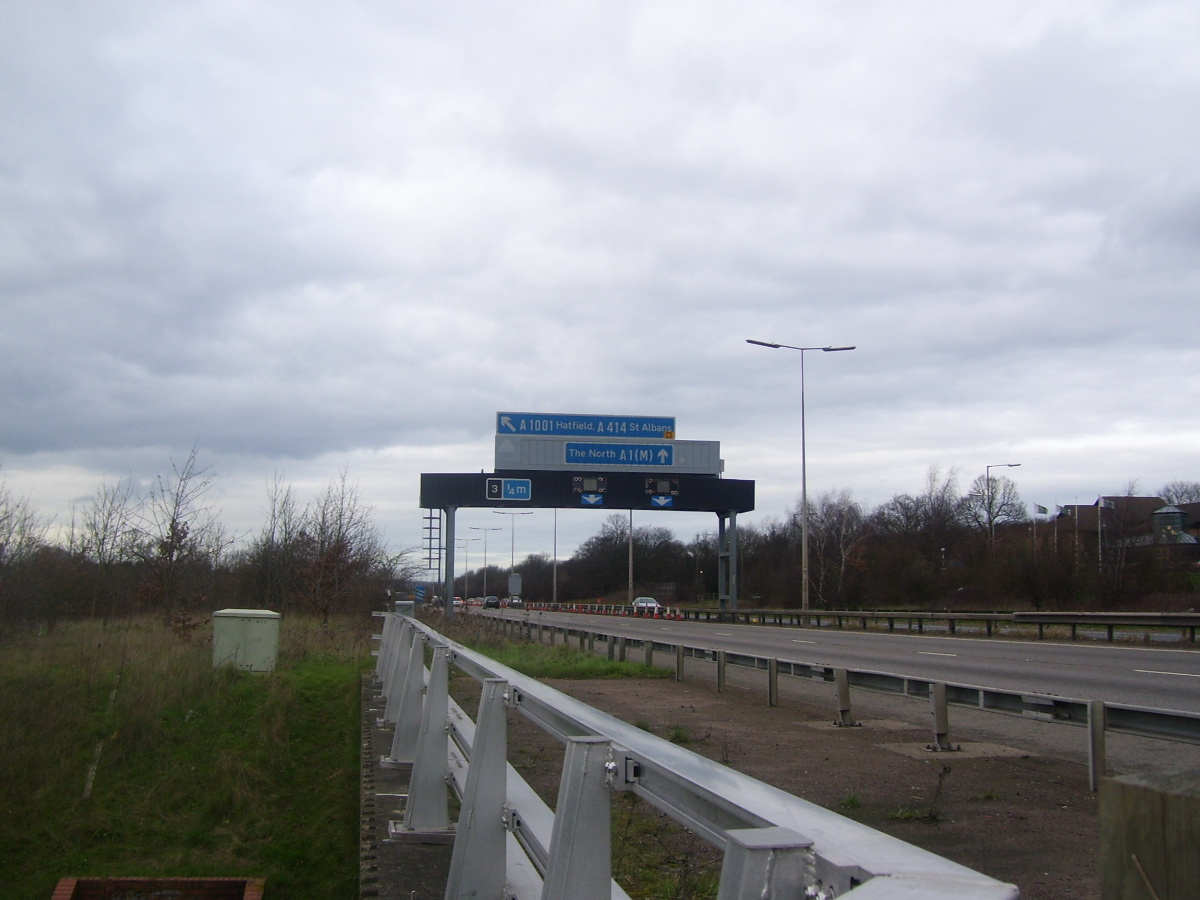
La sortie Hatfield de l'autoroute A1(M)

## Personnalités
Le cinéaste anglais Guy Ritchie est né à Hatfield à la rentrée de septembre 1968.